# A Very English Scandal
A Very English Scandal és una minisèrie de televisió dramàtica britànica basada en fets reals, a partir de la novel·la homònima de John Preston. Va estrenar-se a la BBC One l'any 2018, i es tracta de la dramatització de l'escàndol Jeremy Thorpe (entre el 1976 i el 1979), i els esdeveniments que tingueren lloc durant els 15 anys anteriors i que van desembocar-hi. És protagonitzada per Hugh Grant en el paper del parlamentari liberal Jeremy Thorpe, i Ben Whishaw en el de Norman Josiffe, amant d'aquest, i dirigida per Stephen Frears.
Ha estat nominada a diversos premis, i l'any 2019 Ben Whishaw va guanyar el Globus d'Or al millor actor secundari en sèrie, minisèrie o telefilm i el Critics' Choice Television Award al millor actor secundari.

## Repartiment
- Hugh Grant com Jeremy Thorpe
- Ben Whishaw com Norman Josiffe / Norman Scott
- Monica Dolan com Marion Thorpe
- Alice Orr-Ewing com Caroline Allpass
- Alex Jennings com Peter Bessell
- Jonathan Hyde com David Napley
- Eve Myles com Gwen Parry-Jones
- David Bamber com Arthur Gore, Comte d'Arran
- Jason Watkins com Emlyn Hooson
- Naomi Battrick com Diana Stainton
- Blake Harrison com Andrew Newton
- Adrian Scarborough com George Carman
- Patricia Hodge com Ursula Thorpe
- Michele Dotrice com Edna Friendship
- Michael Culkin com Reggie Maudling
- Susan Wooldridge com Fiona Gore, Comtessa d'Arran
- Anthony O'Donnell com Leo Abse